# Ursula Martinez

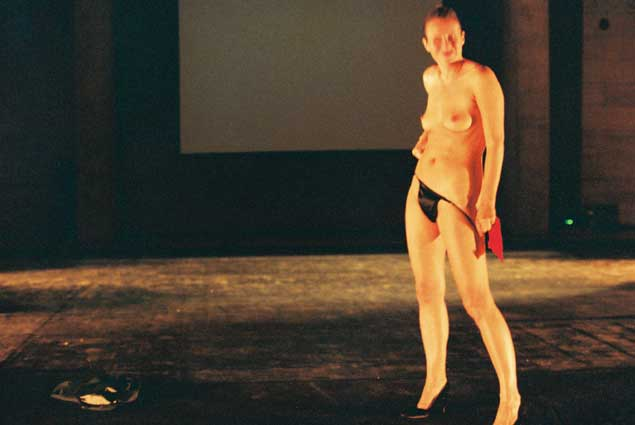
Martinez bei einem Auftritt (2005)

Ursula Martinez (* 1966) ist eine britische Schauspielerin, Performance-Künstlerin und Kabarettistin.
Sie wurde als Tochter eines englischen Vaters und einer spanischen Mutter geboren, studierte Theater an der Universität Lancaster und begann ihre Solo-Karriere als Performance-Künstlerin und Kabarettistin in den 1990er-Jahren in der Londoner Club- und Cabaret-Szene. 1998 hatte sie Erfolg bei einer Veranstaltung in Edinburgh mit einer originellen, autobiographischen Darstellung namens A Family Outing, bei der auch ihre Eltern mitwirkten. Im Jahr 2000 trat sie mit dem Stück Show Off bei einer Tournee unter anderem in Sydney, Edinburgh und Hongkong auf. 2006 komplettierte sie mit OAP ihre Trilogie namens Me Me Me! im Londoner Barbican Centre. 2007 führte sie im Barbican ihr Stück Office Party auf.
Bei zahlreichen Kabarett-Auftritten zeigte sie ihre Darbietungen. Bekannt wurde vor allem Hanky Panky, eine Mischung aus Zauberei und Striptease, unterlegt mit Henry Mancinis A Shot In the Dark, der Musik aus Ein Schuß im Dunkeln, einem Film der Pink-Panther-Reihe. Außerdem die freizügige Feuerschlucker-Nummer Light My Fire und die Flamenco-Interpretation Viva Croydon!. Martinez produzierte mehrere Kurzfilme.